# Светолик Стевановић
Др Светолик Стевановић (Мајдан, 18. септембар 1869—Београд, 1953) био је српски геолог, научник и универзитетски професор.

## Биографија
Родиo се у Мајдану код Горњег Милановца, отац му се звао Панта Стевановић и био је земљорадник. Светолик је у родном месту завршио основну школу, а гимназију је похађао у Горњем Милановцу, Чачку и Крагујевцу где је матурирао 1889. године. Након тога завршио је природно-математички одсек на Филозофском факултету у Београду. По завршетку студија радио је као професор-приправник на Великој школи. Студирао је природне науке на минхенском универзитету и одбранио докторат из минералогије, геологије и хемије 1902. године. По повратку у Србију предавао је немачки у Јагодини, а затим и у Првој београдској гимназији. После 1922. године, као хонорарни наставник, предавао је минералогију са геологијом на Пољопривредном факултету као и на Вишој педагошкој школи.
Био је управник Више женске школе у Београду и то у периоду од 1. септембра 1909. до 1911. године и са тог положаја је унапређен у директора Прве београдске гимназије 18. октобра 1911. године. Поред тога, био је и асистент за минералогију на Универзитету у Београду. Као управник предавао је математику. Године 1924. са места помоћника министра просвете је пензионисан. Активно је учествовао у у свим ратовима Србије од 1912-1918. године. 
Написао је више стручних и научних расправа на немачком и српском језику, а служио се и француским језиком. Објавио је укупно 36 радова, већином одлично прихваћених у свету. Најпознатија дела свакако су О неким бакарним рудама и прилог познавању цирконске групе и Прилози за минералогију Србије.